# Dél-Holland

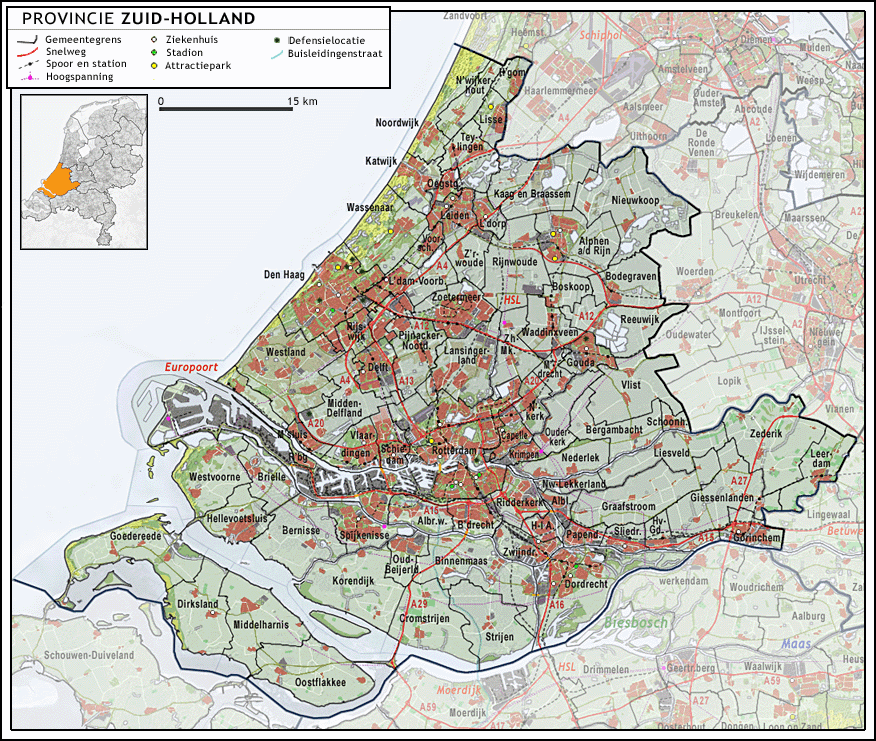
Dél-Holland térképe

Dél-Holland (hollandul: Zuid-Holland) Hollandia egyik tartománya. Az ország nyugati részén, az Északi-tenger partján fekszik. Székhelye Hága, legnépesebb városa Rotterdam. A tartományok közül ez a legsűrűbben lakott. Lakosainak száma 3 577 032 fő (2013. december 31.).
A tartományban három egyetem található: Leideni Egyetem, Delftben és Rotterdamban.

## Földrajza
A tartomány az Északi-tenger partján fekszik, a Rajna és a Maas torkolatánál. Déli területeit a deltatorkolat szigetei alkotják. Öt másik tartománnyal határos: délnyugaton Zeelanddal, délkeleten Észak-Brabanttal, keleten Gelderlanddal, északkeleten Utrechttel, északon pedig Észak-Hollanddal.
Hollandia régi és híres városai közül több is itt található, például Rotterdam, Hága, Dordrecht, Leiden, Delft és Gouda.

## Közigazgatása
Dél-Holland tartomány 2015 óta 60 önkormányzatra oszlik:
| - Alblasserdam - Albrandswaard - Alphen aan den Rijn - Barendrecht - Binnenmaas - Bodegraven-Reeuwijk - Brielle - Capelle aan den IJssel - Cromstrijen - Delft - Dordrecht - Giessenlanden - Goeree-Overflakkee - Gorinchem - Gouda - 's-Gravenhage - Hardinxveld-Giessendam - Hellevoetsluis - Hendrik-Ido-Ambacht - Hillegom | - Kaag en Braassem - Katwijk - Korendijk - Krimpen aan den IJssel - Krimpenerwaard - Lansingerland - Leerdam - Leiden - Leiderdorp - Leidschendam-Voorburg - Lisse - Maassluis - Midden-Delfland - Molenwaard - Nieuwkoop - Nissewaard - Noordwijk - Noordwijkerhout - Oegstgeest - Oud-Beijerland | - Papendrecht - Pijnacker-Nootdorp - Ridderkerk - Rijswijk - Rotterdam - Schiedam - Sliedrecht - Strijen - Teylingen - Vlaardingen - Voorschoten - Waddinxveen - Wassenaar - Westland - Westvoorne - Zederik - Zoetermeer - Zoeterwoude - Zuidplas - Zwijndrecht | Dél-Holland tartomány községei (2018) |